# Филеб (Платон)
«Филеб» (греч. Φίληβος) — один из диалогов Платона. Исследователи датируют диалог 2-й пол. 350-х гг. до н.э.

## Содержание
Сократ оспаривает мнение Филеба, что величайшим благом являются радость (греч. χαίρειν), удовольствия (греч. ἡδονὴν) и наслаждения. Он утверждает ценность разумения (греч. φρονεῖν), мышления (греч. νοεῖν) и памяти (11b). Точку зрения Филеба в диалоге отстаивает Протарх. Сократ настаивает, что есть разные удовольствия. Одни присущи людям рассудительным, а другие невоздержанным. Сократ отрицает, что приятное есть благо, поскольку многое из приятного дурно (13b). Далее он подвергает критике тезис, что "единое есть многое" (греч. ἓν γὰρ δὴ τὰ πολλὰ εἶναι — 14с), из которого следует, что удовольствия могут быть как безрассудными, так и разумными. Сократ настаивает на решительном противопоставлении жизни в удовольствиях и благоразумной жизни (греч. φρονήσεως βίον — 20e). Если человек будет наслаждаться жизнью безрассудно, то он не сможет осознать свою радость и его жизнь не будет ничем отличаться от жизни моллюска. 
Далее, подчеркивая преимущества рассудительной жизни, Сократ излагает космологию, согласно которой у Вселенной есть душа и ум (греч. νοῦς — 30e). Удовольствие же всегда следует в паре со страданием и в нем природа как бы восстанавливает свой ущерб (32a, 42d). Собеседники приходят к выводу, что боги не радуются и не страдают.